# 野良犬 (松山千春の曲)
「野良犬」（のらいぬ）は、松山千春が1986年4月25日にリリースした21枚目のシングルである。

## 解説
- デビュー10周年記念シングル。
- オリコンでBEST50にランクインした。

## 収録曲
| 全作詞・作曲: 松山千春、全編曲: 戸塚修。 |               |          |            |      |
| #                                        | タイトル      | 作詞     | 作曲・編曲 | 時間 |
| 1.                                       | 「野良犬」    | 松山千春 | 松山千春   | 3:57 |
| 2.                                       | 「華 (Hana)」 | 松山千春 | 松山千春   | 5:15 |
| 合計時間:                                | 合計時間:     | 9:12     |            |      |